# First-in-class
Von First-in-Class-Medikamenten spricht man, wenn sie einen neuen und einzigartigen Wirkmechanismus für die Behandlung einer Erkrankung besitzen. Man spricht auch in der Medizin resp. Arzneimitteltherapie gerne auch von „Sprunginnovationen“.

## Beispiele
Typische Beispiele für First-in-Class-Medikamente resp. Sprunginnovationen sind der erste ACE-Hemmer, nämlich Captopril oder auch der erste CSE-Hemmer Lovastatin. Sie waren vor Jahren jeweils die ersten Vertreter eines vollkommen neuen Therapieprinzips.
Sofosbuvir ist ein nukleotidischer Polymerasehemmer (= NS5B-Inhibitor), der im Januar 2014 die EU-Zulassung zur Behandlung der Hepatitis C erhielt, und deren Heilung erstmals mit einer Zuverlässigkeit von weit über 90 % schon mit der ersten Behandlung mit Sofosbuvir erreicht wird.
Weitere Beispiele für (zugelassene) First-in-Class-Wirkstoffe der vergangenen Jahre (2015–2020) sind u. a.:
- Brexanolon (Zulresso) zur Behandlung der postpartalen Depression (PPD) bei erwachsenen Frauen[4]
- Daclizumab (Zynbrita) zur Behandlung der Multiplen Sklerose[5] - aber wieder vom Markt genommen![6]
- Defibrotid (Defitelio) zur Behandlung von erwachsenen und pädiatrischen Patienten mit hepatischer veno-okklusiver Erkrankung (VOD)[5]
- Dupilumab (Dupixent) zur Behandlung der atopischen Dermatitis (Neurodermitis)[7]
- Emicizumab (Hemlibra) zur Vorbeugung von Blutungen oder zur Verringerung der Häufigkeit von Blutungsepisoden bei Patienten mit Hämophilie A[7]
- Erdafitinib (Balversa), eine Behandlung für erwachsene Patienten mit lokal fortgeschrittenem oder metastasiertem Blasenkrebs mit FGFR3-Veränderung[4]
- Fostemsavir (Rukobia) zur oralen Behandlung von HIV-Infektionen[1]
- Ibalizumab (Trogarzo), eine neue Art von antiretroviralen Medikamenten für erwachsene Patienten mit HIV, deren Infektion mit anderen verfügbaren Therapien nicht erfolgreich behandelt werden kann (multiresistente HIV)[8]
- Idarucizumab (Praxbind) zur raschen und spezifischen Aufhebung der Dabigatran (Pradaxa) -induzierten Gerinnungshemmung[9]
- Lofexidin (Lucemyra), erstes nicht-opioides Medikament zur Verringerung von Opioid-Entzugssymptomen[8]
- Nusinersen (Spinraza) zur Behandlung der Spinalen Muskelatrophie (SMA)[5]
- Migalastat (Galafold) zur Behandlung der Fabry-Krankheit[8]
- Ocrelizumab (Ocrevus) zur Behandlung der Multiplen Sklerose[7]
- Palbociclib (Ibrance) zur Behandlung von ER-positivem und HER2-negativem Brustkrebs[9]
- Patisiran (Onpattro), ein RNAi-Therapeutikum zur Behandlung der hereditären ATTR-Amyloidose (hATTR)[8][10]
- Risdiplam (Evrysdi), Pulver zum Einnehmen, zur Behandlung von Patienten im Alter von zwei Monaten und älter mit SMA[1]
- Selumetinib (Koselugo) zur Behandlung bestimmter pädiatrischer Patienten im Alter von zwei Jahren und älter mit Neurofibromatose Typ 1[1]
- Setmelanotid (Imcivree) zur Behandlung von Patienten ab sechs Jahren mit genetisch bestätigtem, durch Funktionsverlustmutationen bedingtem biallelischem POMC-Mangel (einschließlich PCSK1) oder biallelischem Leptinrezeptor(LEPR)-Mangel.[1] Patienten mit POMC- oder LEPR-Mangel haben ständig Hunger und entwickeln daher schon im Kindesalter eine Adipositas.[11]
- Sugammadex (Bridion), ein Arzneistoff zur Umkehr der neuromuskulären Blockade durch Muskelrelaxantien vom Aminosteroid-Typ nach einer Narkose[9]
- Tafamidis (Vyndaqel) zur Behandlung der Transthyretin-Amyloidose mit Kardiomyopathie (ATTR-CM)[4]
- Vestronidase alfa (Mepsevii) zur Behandlung von Patienten mit Sly-Syndrom oder Mukopolysaccharidose Typ 7[7]

## Weitere Anwendungsgebiete
- Auch bei dem von Biontech entwickelten COVID-19-Impfstoff handelt es sich um einen neuartigen First-in-Class-mRNA-Impfstoff.[12]
- Eine vollkommen neue Methode in der Plasmamedizin erleichtert z. B. die Therapie von akuten und chronischen Wunden.[13]